# Cortadillo norteño
El cortadillo al estilo norteño es un guiso de carne de res y jitomate típico de los estados de Coahuila, Nuevo León y Tamaulipas, en el norte de México. El cortadillo es el nombre que recibe las puntas de filete o la pulpa de res en cubos.  Dependiendo de la región, es más común usar pulpa negra, aguayón o diezmillo. También suele contener tocino, cebolla, papa, chile verde, zanahoria, e incluso cerveza. Se acompaña de tortillas de maíz o de harina, frijoles refritos y arroz rojo.